# Luís Ismael
Luís Miguel da Rocha Ferreira (Valongo, 20 de novembro de 1971), conhecido publicamente como Luís Ismael, é um cineasta, empresário, ator e figurante português, conhecido pelo seu trabalho na trilogia Balas e Bolinhos. O seu nome artístico, Luís Ismael, foi inspirado no personagem primeiramente mencionado no livro do Génesis e depois referenciado no Alcorão.

## Filmografia
- 2001: Balas & Bolinhos
- 2004: Balas & Bolinhos - O Regresso
- 2010: Consequências (curta-metragem)
- 2012: Balas & Bolinhos - O Último Capítulo
- 2013: Balas & Bolinhos - O Início (curta-metragem)
- 2018: Bad Investigate
- 2019: Sefarad[2]
- 2021: 1618
- 2024: Balas & Bolinhos: Só Mais Uma Coisa

## Crítica
Os três filmes da saga Balas e Bolinhos foram sucesso de bilheteira. Eles replicam filmes como Trainspotting, Pulp Fiction ou Kill Bill: Volume 1, na tentativa de se tornarem mais "Hollywood" e profissionais. Os filmes recorrem a uma narrativa e diálogos simples, utilizando o exagero e recurso a linguagem deselegante como recurso cómico.
O apoio do Estado português, no âmbito do programa Garantir Cultura — criado para apoiar empresas de âmbito cultural na sequência da pandemia de COVID-19 em Portugal —, ao episódio-piloto da série Uma Coisa Leva a Outra, de Luís Ismael, foi orçamentado em 115.425,00€.

## Prémios
Em 2021 foi lançado o filme 1618, realizado por Luís Ismael, sendo o filme português mais premiado de sempre.